# Пеещите обувки
„Пеещите обувки“ е български игрален филм от 2016 г. на режисьора Радослав Спасов.
Филмът е базиран на част от творчеството и живота на певицата Леа Иванова и композитора Еди Казасян.
Продукцията е реализирана от ИА Национален филмов център, Столична община и Българската национална телевизия, в копродукция с „Дрийм Тийм Филмс“ – Евтим Милошев, Габриел Георгиев и Иван Спасов и със специалната подкрепа на Националния дворец на културата.

## Награди
- Специалната награда на журито „Сребърен Георгий“ на кинофестивала в (Москва, Русия, 2016).

## Актьорски състав
- Рая Пеева – Леа Иванова
- Юлиян Петров – Еди Казасян
- Донна Бангьозова – младата Леа
- Борислав Чучков – възрастният Еди
- Ернестина Шинова – възрастната Леа
- Александър Алексиев – Леон Алфаса
- Стефан А. Щерев – агент на ДС
- Стефан Вълдобрев – Министърът
- Стоян Алексиев – Владиката
- Кръстьо Лафазанов – Белия Лъв